# Doxa (casa editrice)
Doxa è stata una casa editrice italiana fondata da Giuseppe Gangale, attiva tra il 1927 e il 1934. La sede, inizialmente stabilita a Roma, fu spostata nel 1931 a Milano. La casa editrice, ostacolata dal regime fascista che giunse a bruciare il suo archivio, chiuse le attività nel 1934, quando il suo fondatore e animatore fu costretto a emigrare in Svizzera.
Nata con l'intento di approfondire la conoscenza del Protestantesimo, pubblicò testi "classici" (oltre a Lutero, si ricorda l'edizione dei Poeti della riforma) e opere di approfondimento quali L'ascesi capitalistica di Mario Manlio Rossi (1928), Lo spirito borghese e il Kairos di Paul Tillich (1929), tradotta da Antonio Banfi, Sociologia delle sette e della mistica protestante di Ernst Troeltsch (1931) tradotta da Carlo Antoni.